# Siebe Henstra
Siebe Henstra (Oosterbeek, 1958) is een Nederlands klavecimbel- en klavichordspeler en organist. Sinds 1988 doceert hij klavecimbel aan het Utrechts Conservatorium. Sinds 1992 is hij continuospeler van de Nederlandse Bachvereniging.

## Levensloop
Toen hij 16 was bouwde Siebe Henstra zijn eerste klavecimbel, dat hem beter oefenmateriaal verschafte dan het kleine fabrieksinstrument (Wittmayer) dat hij tot dan bespeeld had.
Direct na de middelbare school vertrok hij naar Amsterdam om in de leer te gaan bij Ton Koopman en Gustav Leonhardt aan het toenmalige Sweelinck Conservatorium, tegenwoordig het Conservatorium van Amsterdam. Hij werd laureaat in de klavecimbelwedstrijden van Edinburgh (1982) en Amsterdam (1987).
Eenmaal afgestudeerd maakte hij als continuospeler deel uit van vele kamermuziekensembles en kamerorkesten, onder meer het Orkest van de Achttiende Eeuw, Les Buffardins, het Leonhardt Consort, La Petite Bande, het Ricercar Consort en het Koninklijk Concertgebouworkest. Bij de Nederlandse Bachvereniging is hij vast verbonden als klavecinist en organist.
Met celliste Lucia Swarts vormt hij een duo. Ook met Menno van Delft vormt hij een duo onder de naam 'Der prallende Doppelschlag', waarbij ze samen spelen op klavichorden, klavecimbels of orgels.
Henstra werkte mee aan heel wat cd-, radio-, tv-, plaat- en operaproducties, onder leiding van onder meer dirigenten als Gustav Leonhardt, Frans Brüggen en Jos van Veldhoven. 
Hij heeft concerten gegeven als klavecinist, organist, klavichordspeler of continuospeler in de meeste Europese landen, Israel, Rusland, de VS, Mexico en Japan. Meestercursussen gaf hij in onder andere Finland, Duitsland, Portugal, Italië, Frankrijk, de Verenigde Staten, Mexico, Rusland, Catalonië en Tsjechië. 
Als hoofdvakdocent klavecimbel is hij sinds 1988 verbonden aan het Utrechts Conservatorium en van 2017 tot 2021 was hij hoofdvakdocent klavecimbel aan het Koninklijk Conservatorium Den Haag. Hij wordt ook regelmatig gevraagd als jurylid bij diverse concoursen. Henstra bezit een uitgebreide collectie klavecimbels, pianofortes en klavichorden in zijn huis in Doesburg.

## Discografie
- Zeventiende-eeuwse Italiaanse klavecimbelmuziek
- Volledige klavierwerken van Weckmann
- Medewerking aan de Volledige werken van Sweelinck